# 타이거 & 드래곤
타이거 & 드래곤(タイガー&ドラゴン)은 일본의 드라마이다. 라쿠고를 모티브로 정(情), 사제관계, 가족, 사랑과 진지함을 절묘하게 섞어 웃음을 자아내는 내용으로 일본의 방송국, TBC 계열에서 방송된 드라마이다. 주연은 나가세 토모야(長瀬智也), 오카다 준이치(岡田 准一)이다.
먼저 2005년 1월9일 2시간짜리 단편 스페셜 드라마로 방영되었으며 그 속편의 형태로 연속 드라마화되어
같은 해 4월 15일에서 6월 24일까지 금요드라마로(금 22:00-10:54)로 제작 방영되었다.

## 간략 줄거리
어릴 적 부모님이 빚 때문에 자살을 한 기억으로 인해 "웃음"을 잊어버린
야쿠자 토라지가 만담가(라쿠고가)에게서 빚을 받아 내기위해
찾아갔다가 그의 만담에 빠져 라쿠고의 세계에 입문한다는 내용.